# Cimetière nouveau de Neuilly-sur-Seine
Le cimetière nouveau de Neuilly-sur-Seine est un cimetière communal dont l'entrée se trouve 40, rue de Vimy à Nanterre dans le département des Hauts-de-Seine. Il est situé sur le territoire de la commune de Puteaux, mais l'entrée située de ce côté a été fermée à la suite du réaménagement au pied de la Grande Arche de La Défense.

## Historique
Son architecte est Édouard Guiard.

## Personnalités inhumées

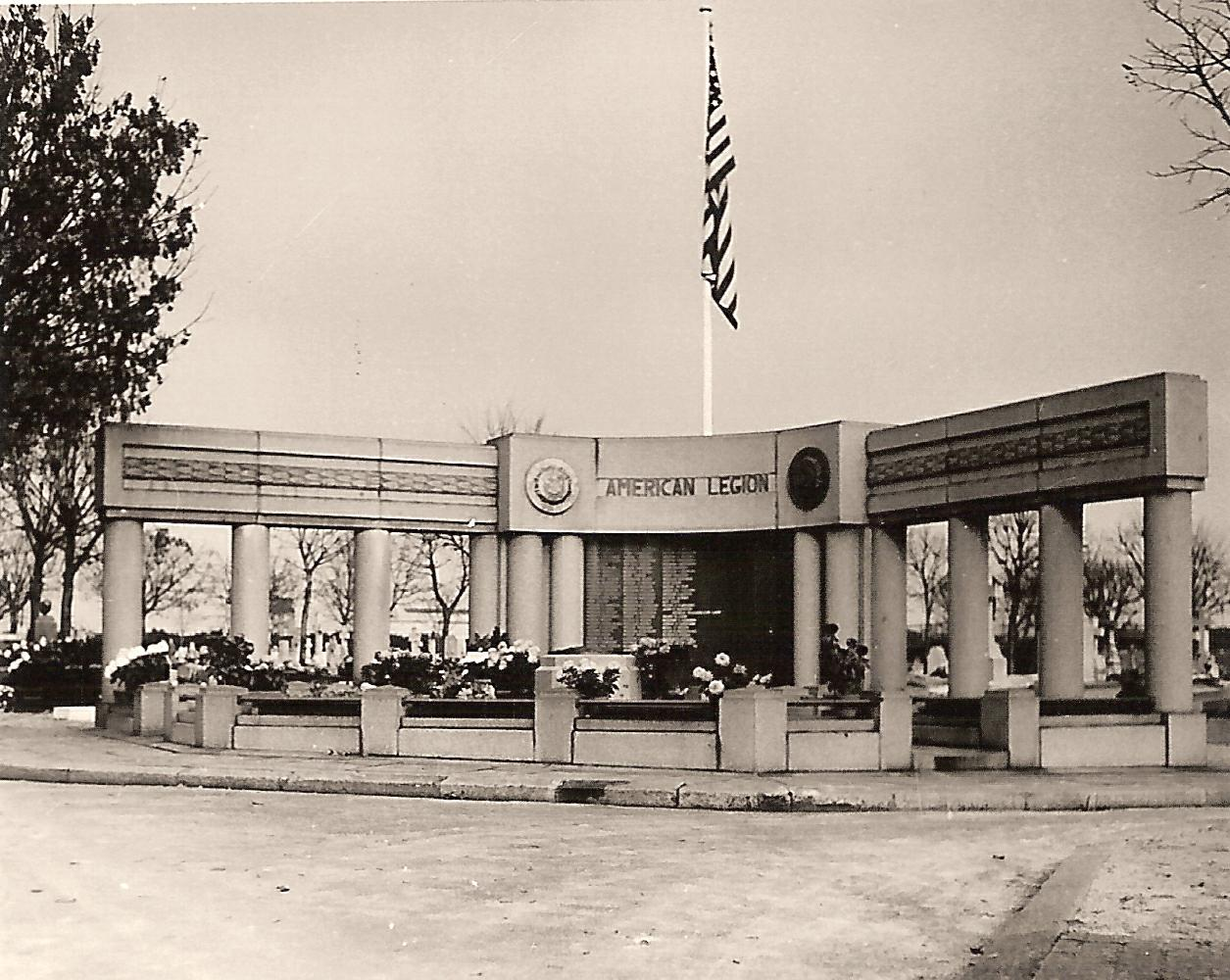
American Legion Mausoleum, 1953.

- Victor Aimone (1860-1922), artiste (division 1) ;
- Grégoire Aslan (1908-1982), comédien ;
- Jean Ayral (1921-1944), résistant (division 15) ;
- Marcel Beaufils (1899-1985), philosophe, germaniste, poète et critique musical (division 23) ;
- Henri Bosc (1884-1967), acteur de cinéma ;
- Victor Boucher (1877-1942), artiste dramatique (division 10) ;
- Ferdinand Brunot (1860-1938), linguiste, professeur à la Sorbonne (division 1) ;
- André Cerf (1901-1993), scénariste et réalisateur, et sa femme Alix Mahieux (1923-2019), comédienne (division 23) ;
- Victor Charbonnel (1860-1926), écrivain, polémiste et conférencier (division 7) ;
- José de Charmoy (1879-1914), sculpteur (division 1) ;
- Charles Chassé (1883-1965), biographie (division 15) ;
- Henri Dallier (1849-1934), compositeur ;
- Rodolphe Darzens (1865-1938), poète ;
- Olivier Despax (1939-1974), guitariste ;
- Françoise Dorin (1928-2018), comédienne, chansonnière et écrivaine (division 11) ;
- Émile Duboc (1852-1935), commandant (division 1) ;
- Sofia Fedorova (1879-1963), danseuse (division 1, caveau des cendres) ;
- Simon Gantillon (1887-1961), dramaturge et scénariste de films (division 2) ;
- Henri Génès (1919-2005), acteur et chanteur (division 2) ;
- Paul Géraldy (1885-1983), poète et dramaturge (division 15) ;
- Paul Girardet (1859-1915), artiste, Jean-Paul Girardet (1894-1917), architecte, et Berthe Girardet (1861-1948), sculptrice (division 1) ;
- Norbert Glanzberg (1910-2001), compositeur ;
- Henri Gorce-Franklin (1906-2000), Compagnon de la Libération (division 22) ;
- Maurice Guillaux (1883-1917), pionnier de l'aviation (division 1) ;
- Léon Hodebert (1851-1914), peintre (division 1) ;
- Jean Image, né Imre Hajdú (1911-1989), cinéaste d'animation d'origine hongroise (division 5) ;
- Georges Izambard (1848-1931), écrivain (division 3) ;
- Einar Johansen (1903-1982), pianiste (division 4) ;
- Vassily Kandinsky (1866-1944), peintre russe établi en France ;
- Philippe Laloge (1869-1907), député (division 1) ;
- Michèle Leleu (1920-1975), femme de lettres (division 23) ;
- Robert Manuel, de la Comédie-Française (1916-1995), comédien et metteur en scène (division 26) ;
- Pierre Marcilhacy (1910-1987), juriste et homme politique (division 8) ;
- Charley Marouani (1926-2017), imprésario musical (division 28) ;
- Henri Ménessier (1882-1948), cinéaste (division 1) ;
- Jean Mercanton (1920-1947), acteur (division 1) ;
- Andrée Méry (1876-1968), actrice dramatique (division 1) ;
- Pierre Mondy, né Pierre Cuq (1925-2012), comédien et metteur en scène (division 1) ;
- Akram Ojjeh (1918-1991), homme d'affaires (division 27) ;
- Pierre Palau (1883-1966), comédien et poète (division 3) ;
- Patrizio Paganessi dit « Patrice » (1915-1992), chanteur (division 27) ;
- Nikólaos Polítis (1872-1942), juriste et homme politique ;
- Mathilde Pomès (1886-1977), écrivaine (division 1) ;
- Yves Rénier (1942-2021), comédien et réalisateur de télévision (division 13) ;
- Michel Roux-Spitz (1888-1957), architecte (division 25) ;
- Jacques Saoutchik (1880-1957), carrossier et designer automobile (division 21) ;
- Fernand Thesmar (1845-1912), émailleur (division 1) ;
- Pierre Trabaud, né Pierre Wolf Pibaret (1922-2005), comédien (division 27) ;
- Monelle Valentin (1905-1979), comédienne (division 12) ;
- Louis Vallet (1856-1935), peintre (division 1).

Alexandre Glazounov avait été inhumé dans ce cimetière, mais sa dépouille a été rapatriée en 1973 au cimetière Tikhvine de Saint-Pétersbourg.
Les dépouilles de Fernand Sardou et de son épouse Jackie Sardou, après avoir été inhumées dans 19e division du cimetière, ont été transférées en 2006 à Cannes au cimetière du Grand Jas.
On y trouve de plus un mausolée de l'American Legion.

## Pour approfondir